# Mathías Suárez
Mathías Sebastián Suárez Suárez, meglio noto come Mathías Suárez (Montevideo, 24 giugno 1996), è un calciatore uruguaiano, difensore del Dep. Maldonado.

## Biografia
È il fratello minore di Damián Suárez, a sua volta calciatore; è soprannominato El Zorrito, in italiano piccola volpe.

## Caratteristiche tecniche
È un terzino, abile a giocare su entrambe le fasce, utilizzabile anche da difensore centrale e da esterno di centrocampo. È stato paragonato al connazionale Martín Cáceres.

## Carriera
Cresciuto nel settore giovanile del Defensor, esordisce in prima squadra il 15 dicembre 2013, a 17 anni, nella partita pareggiata per 1-1 contro il River Plate Montevideo.
Il 2 gennaio 2019 passa ai francesi del Montpellier.

## Statistiche

### Presenze e reti nei club
Statistiche aggiornate al 1º dicembre 2017.
| Stagione        | Squadra           | Campionato      | Campionato | Campionato | Coppe nazionali | Coppe nazionali | Coppe nazionali | Coppe continentali | Coppe continentali | Coppe continentali | Altre coppe | Altre coppe | Altre coppe | Totale | Totale |
| Stagione        | Squadra           | Comp            | Pres       | Reti       | Comp            | Pres            | Reti            | Comp               | Pres               | Reti               | Comp        | Pres        | Reti        | Pres   | Reti   |
| --------------- | ----------------- | --------------- | ---------- | ---------- | --------------- | --------------- | --------------- | ------------------ | ------------------ | ------------------ | ----------- | ----------- | ----------- | ------ | ------ |
| 2013-2014       | Defensor Sporting | PD              | 2          | 0          | -               | -               | -               | -                  | -                  | -                  | -           | -           | -           | 2      | 0      |
| 2014-2015       | Defensor Sporting | PD              | 1          | 0          | -               | -               | -               | CS                 | 2                  | 0                  | -           | -           | -           | 3      | 0      |
| 2015-2016       | Defensor Sporting | PD              | 23         | 0          | -               | -               | -               | -                  | -                  | -                  | -           | -           | -           | 23     | 0      |
| 2016            | Defensor Sporting | PD              | 11         | 0          | -               | -               | -               | -                  | -                  | -                  | -           | -           | -           | 11     | 0      |
| 2017            | Defensor Sporting | PD              | 32+1       | 3          | -               | -               | -               | CS                 | 2                  | 0                  | -           | -           | -           | 35     | 3      |
| Totale Defensor | Totale Defensor   | Totale Defensor | 69+1       | 3          |                 | -               | -               |                    | 4                  | 0                  |             | -           | -           | 74     | 3      |
| 2019            | Montpellier       | L1              | 1          | -          | CF+CdL          | -               | -               | -                  | -                  | -                  | -           | -           | -           | -      | -      |
| Totale carriera | Totale carriera   | Totale carriera | 69+1       | 3          |                 | -               | -               |                    | 4                  | 0                  |             | -           | -           | 74     | 3      |

### Cronologia presenze e reti in nazionale
| Cronologia completa delle presenze e delle reti in nazionale ― Uruguay | Cronologia completa delle presenze e delle reti in nazionale ― Uruguay | Cronologia completa delle presenze e delle reti in nazionale ― Uruguay | Cronologia completa delle presenze e delle reti in nazionale ― Uruguay | Cronologia completa delle presenze e delle reti in nazionale ― Uruguay | Cronologia completa delle presenze e delle reti in nazionale ― Uruguay | Cronologia completa delle presenze e delle reti in nazionale ― Uruguay | Cronologia completa delle presenze e delle reti in nazionale ― Uruguay |
| Data                                                                   | Città                                                                  | In casa                                                                | Risultato                                                              | Ospiti                                                                 | Competizione                                                           | Reti                                                                   | Note                                                                   |
| ---------------------------------------------------------------------- | ---------------------------------------------------------------------- | ---------------------------------------------------------------------- | ---------------------------------------------------------------------- | ---------------------------------------------------------------------- | ---------------------------------------------------------------------- | ---------------------------------------------------------------------- | ---------------------------------------------------------------------- |
| 16-11-2018                                                             | Londra                                                                 | Brasile                                                                | 1 – 0                                                                  | Uruguay                                                                | Amichevole                                                             | -                                                                      | 36’ 81’                                                                |
| 20-11-2018                                                             | Saint-Denis                                                            | Francia                                                                | 1 – 0                                                                  | Uruguay                                                                | Amichevole                                                             | -                                                                      |                                                                        |
| 25-3-2019                                                              | Nanning                                                                | Thailandia                                                             | 0 – 4                                                                  | Uruguay                                                                | Amichevole                                                             | -                                                                      | 70’                                                                    |
| Totale                                                                 |                                                                        | Presenze                                                               | 3                                                                      |                                                                        | Reti                                                                   | 0                                                                      |                                                                        |